# Церемония MTV Video Music Awards 2013
MTV Video Music Awards 2013 — 30-я церемония вручения музыкальных наград, прошедшая 25 августа 2013 года в Barclays Center в Бруклине, Нью-Йорк.

## Выступления

#### Pre-Show
- Остин Махоун — «What About Love»
- Ариана Гранде — «Baby I» / «The Way»

#### Основное шоу
- Леди Гага — «Applause»
- Майли Сайрус / Робин Тик / 2 Chainz / Кендрик Ламар — «We Can't Stop» / «Blurred Lines» / «Give It 2 U»
- Канье Уэст — «Blood on the Leaves»
- Джастин Тимберлейк — «Take Back the Night» / «SexyBack» / «Like I Love You» / «My Love» / «Cry Me a River» / «Señorita» / «Rock Your Body» / Interlude (содержит элементы из «Pusher Lover Girl» и «Gone») / «Girlfriend» и «Bye Bye Bye» (c 'N Sync) / «Suit & Tie» / «Mirrors»
- Macklemore и Райан Льюис / Мэри Ламберт / Дженнифер Хадсон — «Same Love»
- Дрейк — «Hold On, We’re Going Home» / «Started from the Bottom»
- Бруно Марс — «Gorilla»
- Кэти Перри — «Roar» (выступала в Empire — Fulton Ferry Park, рядом с Бруклинским мостом)

#### House artist
- DJ Cassidy

## Победители и номинанты
Номинанты были объявлены 17 июля 2013 года.

### Видео года | Video of the Year
Джастин Тимберлейк — «Mirrors»
- Macklemore и Райан Льюис (при участии Wiz[англ.]) — «Thrift Shop»
- Бруно Марс — «Locked Out of Heaven»
- Тейлор Свифт — «I Knew You Were Trouble»
- Робин Тик (при участии T.I. и Фаррелла) — «Blurred Lines»

### Лучшее мужское видео | Best Male Video
Бруно Марс — «Locked Out of Heaven»
- Кендрик Ламар — «Swimming Pools (Drank)»
- Эд Ширан — «Lego House»
- Робин Тик (при участии T.I. и Фаррелла) — «Blurred Lines»
- Джастин Тимберлейк — «Mirrors»

### Лучшее женское видео | Best Female Video
Тейлор Свифт — «I Knew You Were Trouble»
- Майли Сайрус — «We Can't Stop»
- Деми Ловато — «Heart Attack»
- Пинк (при участии Нейта Рюсса[англ.]) — «Just Give Me a Reason»
- Рианна (при участии Микки Экко) — «Stay»

### Artist to Watch
Остин Махоун — «What About Love»
- Игги Азалия — «Work»
- Twenty One Pilots — «Holding on to You»
- The Weeknd — «Wicked Games»
- Zedd (при участии Foxes) — «Clarity»

### Лучшее поп-видео | Best Pop Video
Селена Гомес — «Come & Get It»
- Майли Сайрус — «We Can't Stop»
- fun. — «Carry On»
- Бруно Марс — «Locked Out of Heaven»
- Джастин Тимберлейк — «Mirrors»

### Лучшее рок-видео | Best Rock Video
Thirty Seconds to Mars — «Up in the Air»
- Fall Out Boy — «My Songs Know What You Did in the Dark (Light Em Up)»
- Imagine Dragons — «Radioactive»
- Mumford & Sons — «I Will Wait»
- Vampire Weekend — «Diane Young»

### Лучшее хип-хоп видео | Best Hip-Hop Video
Macklemore и Райан Льюис (при участии Рэя Далтона) — «Can't Hold Us»
- A$AP Rocky (при участии 2 Chainz, Дрейка и Кендрика Ламара) — «Fuckin' Problems»
- J. Cole (при участии Мигеля) — «Power Trip»
- Дрейк — «Started from the Bottom»
- Кендрик Ламар — «Swimming Pools (Drank)»

### Лучшая совместная работа | Best Collaboration
Пинк (при участии Нейта Рюсса) — «Just Give Me a Reason»
- Кельвин Харрис (при участии Элли Голдинг) — «I Need Your Love»
- Питбуль (при участии Кристины Агилеры) — «Feel This Moment»
- Робин Тик (при участии T.I. и Фаррелла) — «Blurred Lines»
- Джастин Тимберлейк (при участии Jay-Z) — «Suit & Tie»

### Лучшая режиссура | Best Direction
Джастин Тимберлейк (при участии Jay-Z — «Suit & Tie» (Режиссёр: Дэвид Финчер)
- Дрейк — «Started from the Bottom» (Режиссёры: Director X[англ.] и Дрейк)
- fun. — «Carry On» (Режиссёр: Энтони Мэндлер[англ.])
- Macklemore и Райан Льюис (при участии Рэя Далтона) — «Can't Hold Us» (Режиссёры: Райан Льюис, Джейсон Кениг и Джон Джон Августаво[англ.])
- Yeah Yeah Yeahs — «Sacrilege» (Режиссёр: Megaforce)

### Лучшая хореография | Best Choreography
Бруно Марс — «Treasure» (Хореограф: Бруно Марс)
- Крис Браун — «Fine China» (Хореографы: Ричмонд Талауэга, Энтони Талауэга и Анвар «Flii» Бёртон)
- Сиара — «Body Party» (Хореограф: Ямайка Крафт)
- Дженнифер Лопес (при участии Питбуля) — «Live It Up» (Хореографы: Д. Р. Тейлор и Бэу Смарт)
- will.i.am (при участии Джастина Бибера) — «#thatPOWER» (Хореографы: Фатима Робинсон[англ.] и Ре Ногучи)

### Лучшие визуальные эффекты | Best Visual Effects
Capital Cities — «Safe and Sound» (Эффекты: Грейди Холл, Джонатан Ву и Дерек Джонсон)
- Duck Sauce[англ.] — «It’s You» (Эффекты: Royal Post / Paris)
- Flying Lotus — «Tiny Tortures» (Эффекты: Дастин Боусер)
- Skrillex (при участии The Doors) — «Breakin' a Sweat» (Эффекты: Бонни Браэ, BEMO, Джефф Дотсон и Эрик Ли)
- The Weeknd — «Wicked Games» (Эффекты: Drop and Abel)

### Лучшая художественная работа | Best Art Direction
Жанель Монэ (при участии Эрики Баду) — «Q.U.E.E.N.» (Художник-постановшик: Вероника Логсдон)
- Thirty Seconds to Mars — «Up in the Air» (Художник-постановщик: Флойд Олби)
- Alt-J — «Tessellate» (Художник-постановщик: Чарли Ламброс)
- Capital Cities — «Safe and Sound» (Художник-постановщик: Тери Уиттакер)
- Лана Дель Рей — «National Anthem» (Художник-постановщик: Лу Асаро)

### Лучший монтаж | Best Editing
Джастин Тимберлейк — «Mirrors» (Монтаж: Джарретт Фиджал и Bonch LA)
- Майли Сайрус — «We Can't Stop» (Монтаж: Пол Мартинес и Ник Рондо)
- Кельвин Харрис (при участии Florence Welch) — «Sweet Nothing» (Монтаж: Винсент Хэйкок и Росс Халлард)
- Macklemore и Райан Льюис (при участии Рэя Далтона[англ.]) — «Can't Hold Us» (Монтаж: Райан Льюис и Джейсон Кениг)
- Пинк (при участии Нейта Рюсса[англ.]) — «Just Give Me a Reason» (Монтаж: Джеки Лондон и Sunset Edit)

### Лучшая операторская работа | Best Cinematography
Macklemore и Райан Льюис (при участии Рэя Далтона) — «Can't Hold Us» (Операторы: Джейсон Кениг, Райан Льюис и Мего Лин)
- Thirty Seconds to Mars — «Up in the Air» (Оператор: Дэвид Дельвин)
- A-Trak и Томми Трэш[англ.] — «Tuna Melt» (Операторы: TS Pfeffer и Роберт Макхью)
- Лана Дель Рей — «Ride» (Оператор: Малик Саид)
- Yeah Yeah Yeahs — «Sacrilege» (Оператор: Алексис Зэйб)

### Лучшее видео с посланием | Best Video with a Social Message
Macklemore и Райан Льюис (при участии Мэри Ламберт) — «Same Love»
- Бейонсе — «I Was Here»
- Келли Кларксон — «People Like Us»
- Мигель — «Candles in the Sun»
- Snoop Lion (при участии Дрейка и Cori B.) — «No Guns Allowed»

### Лучшаяпесня лета| Best Song of the Summer
One Direction — «Best Song Ever»
- Майли Сайрус — «We Can't Stop»
- Daft Punk — «Get Lucky»
- Селена Гомес — «Come & Get It»
- Кельвин Харрис (при участии Элли Голдинг) — «I Need Your Love»
- Робин Тик (при участии T.I. и Фаррелла) — «Blurred Lines»

### Лучший латиноамериканский артист | Best Latino Artist
Daddy Yankee
- Дон Омар
- Jesse & Joy[англ.]
- Питбуль
- Алехандро Санс

### Специальная премия имени Майкла Джексона «Признание Поколения» | Michael Jackson Video Vanguard Award
- Джастин Тимберлейк